# Conseil de l'Entente

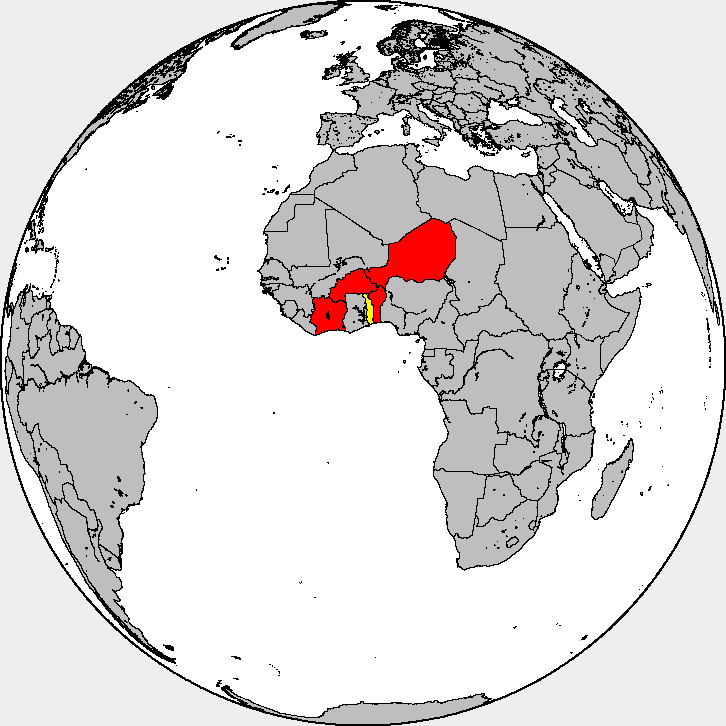
Landen van de Conseil de l'Entente.

De Conseil de l'Entente (Raad van overeenstemming) is een West-Afrikaanse regionaal samenwerkingsverband, opgericht in mei 1959 door Ivoorkust, Niger, Opper-Volta (nu Burkina Faso) en Dahomey (nu Benin). In 1966 voegde Togo zich ook bij het verband.
Het verband is ontstaan uit de kortstondige Sahel-Benin Unie, in 1958 of 1959 opgericht door de vier oorspronkelijke leden van de Raad als een gedeeltelijke opvolger van de opgeheven Franse regionale koloniale federatie van Frans West-Afrika.
Sinds 1966 bestuurt de Raad het permanente administratieve secretariaat, gevestigd in Abidjan, de grootste stad van Ivoorkust. Een Mutual Aid en Garantiefonds bestaat om armere volkeren te helpen.